# Cercopithecus hamlyni
Cercopithecus hamlyni је врста примата (Primates) из породице мајмуна Старог света (Cercopithecidae).

## Распрострањење
Ареал врсте је ограничен на мањи број држава. 
Присутна је у следећим државама: Република Конго, Руанда и Бурунди (присуство непотврђено).

## Станиште
Станишта врсте су шуме, планине, бамбусове шуме и речни екосистеми.

## Угроженост
Ова врста се сматра рањивом у погледу угрожености врсте од изумирања.